# مقاطعة روك (نبراسكا)
مقاطعة روك (بالإنجليزية: Rock County)‏ هي إحدى مقاطعات ولاية نبراسكا في الولايات المتحدة الأمريكية.